# Thomson Beattie
Thomson Beattie (25 de novembro de 1875 - 15 de abril de 1912) foi um passageiro do RMS Titanic e que pereceu no desastre. Tem sido sugerido que, juntamente com seus companheiros de viagem Thomas McCaffry e John Hugo Ross, fosse um dos passageiros homossexuais a bordo do Titanic.

## Vida pessoal

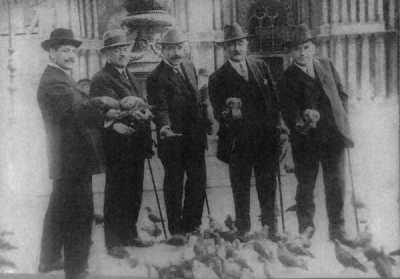
John Hugo Ross, desconhecido, McCaffry, Mark Fortune e Thomson Beattie alimentam pombos na St. Mark's Square, Veneza, Março de 1912

Em 1897 Beattie encontrou Thomas Francis McCaffry, que também morreria a bordo do Titanic. Viajaram juntos para Aegean em 1908 e para o Norte da África em 1910. A visita de 1912 ao Oriente Médio e Europa, com o retorno a bordo do Titanic, foi sua última viagem.

## A bordo do RMS Titanic
Em 1912, Beattie, McCaffrey e John Hugo Ross, outra vítima no Titanic, partiram a bordo do RMS Franconia para uma longa turnê de 4 meses ao Oriente Médio e Europa. Em fevereiro eles foram ao Cairo e visitaram Luxor e Aswan. Após deixarem o Cairo chegaram em Nápoles e depois Veneza. Embarcaram no Titanic como passageiros da primeira classe em Cherbourg. Beattie e McCaffry compartilharam a cabine C-6. Beattie conseguiu deixar o navio no último bote disponível, o desmontável A, mas morreu durante a noite. McCaffrey não embarcou no bote. Um mês após o naufrágio, o corpo de Beattie foi encontrado e sepultado no mar.
Sua família encomendou uma lápide para o sepulcro da família em Fergus, Ontário.
Tem sido sugerido que Beattie e McCaffrey eram um casal e que Ross fosse homossexual também. De acordo com Alan Hustak: "Beattie e McCaffry assemelhavam-se, vestiam-se da mesma maneira e eram frequentemente confundidos com irmãos. O Winnipeg Free Press comentou sobre como eles eram parecidos, e observou que os dois "eram quase inseparáveis.'"